# Pedro Dancart

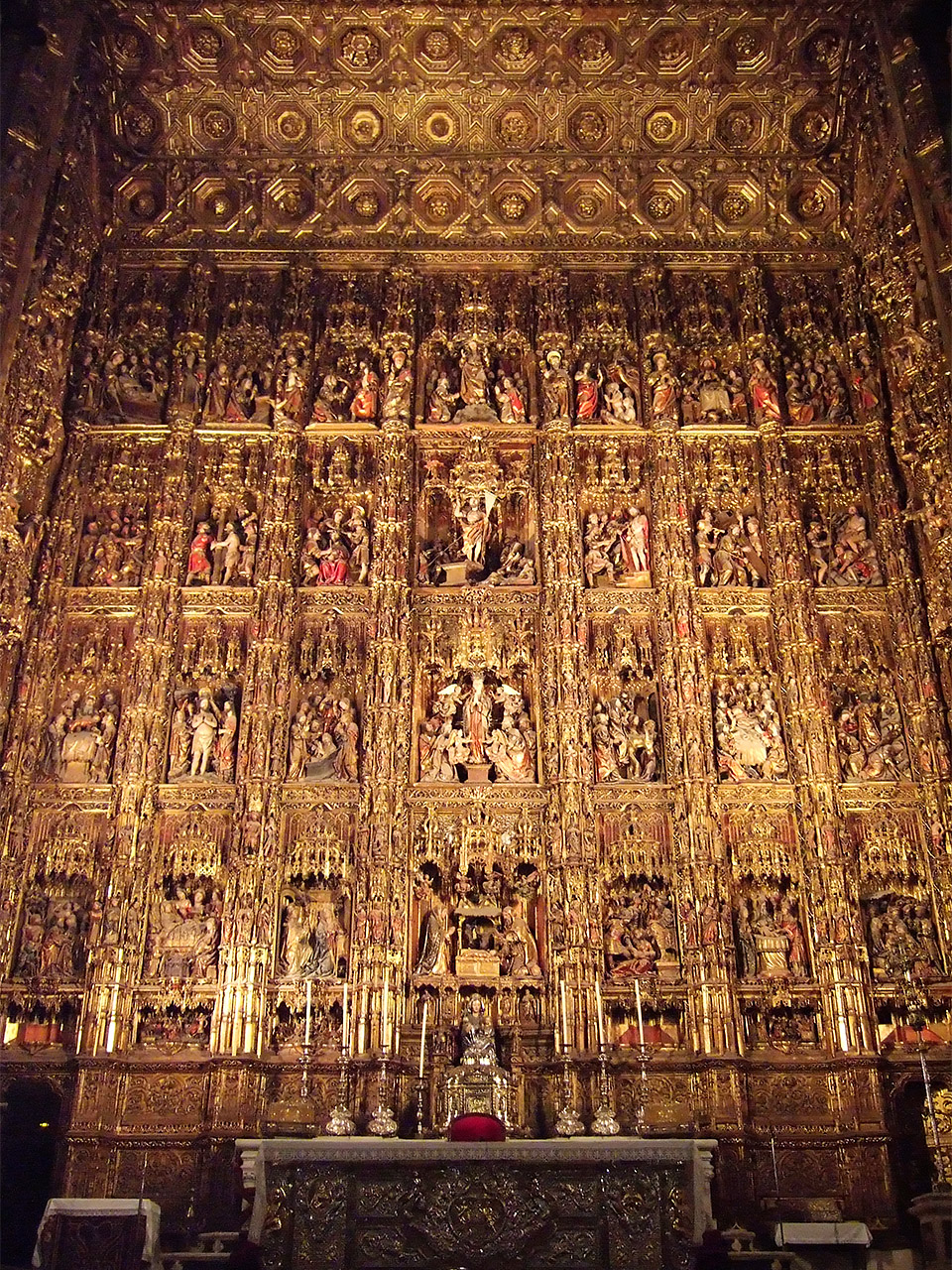
Retaute Major de la Catedral de Sevilla

Pedro Dancart també conegut per Pierre Dancart va ser un escultor d'origen flamenc actiu a la segona meitat del segle xv. Es va establir a Espanya, on des del 1479 va treballar en la realització del cadirat del cor de la Catedral de Sevilla en col·laboració amb altres artistes.

L'any 1482 el Capítol de la Catedral de Sevilla va aprovar els plans del projecte que ell mateix va realitzar per dotar d'un gran retaule la Capella Major de la mencionada catedral. El treball es va iniciar el 1482 i no es va acabar fins 80 anys més tard el 1564.

Pedro Dancart va dissenyar un retaule de set carrers, estant la central més ampla. Va treballar durant deu anys en el grandiós projecte que mesura 27.8 metres d'alt per 18.2 d'amplada i consta de 44 relleus sobre la vida de Jesucrist i la Verge. Està fet de fusta policromada i inclou centenars de figures. A la seva mort, l'obra va ser continuada per diversos tallistes fins a la seva total finalització.